# بيت المال (حزب الله)
بيت مال حزب الله هي منظمة يسيطر عليها حزب الله تقوم بتقديم الخدمات المالية للمنظمة.
يعمل بيت المال تحت إشراف الأمين العام لحزب الله حسن نصر الله. بصفته الهيئة المالية الرئيسية لحزب الله فإن بيت المال يعمل كدائن ومدين والذراع الاستثماري لحزب الله. حسين الشامي هو رئيس بيت المال.
له مكاتب فرعية في: حارة حريك وبيروت وبرج البراجنة وصيدا وصور والنبطية وبعلبك والهرمل.
بيت مال حزب الله يستخدم شركة يوسر للتمويل والاستثمار لتأمين القروض وتمويل الصفقات التجارية لشركات حزب الله.
وفقا للسيد ستيوارت ليفي وكيل وزارة الخزانة الأمريكية لشؤون الإرهاب والاستخبارات المالية فإن «بيت المال يعمل كخزانة غير رسمية لحزب الله ويحافظ على أصوله ويستثمرها ويعمل كوسيط بين الجماعة الإرهابية والبنوك الرئيسية».
يقع المقر الرئيسي لبيت المال في معقل حزب الله في الضاحية الجنوبية لبيروت.
شركات حزب الله اللبنانيه
شركات الاتصالات
سما لبنان 
برودنت لبنان
بروتل لبنان 
مونتي